# Sílvio Pinto
Sílvio Pinto da Silva (à época Sylvio Pinto; Rio de Janeiro, 17 de março de 1918 — Rio de Janeiro, 3 de abril de 1997) foi um pintor, cenarista e professor brasileiro.

## Biografia
Recebeu seus primeiros estudos de pintura com seu pai, o pintor Bernardo Pinto da Silva (vulgo Pinto das Tintas, que dividia ateliê com o pintor Garcia Bento), e no Liceu de Artes e Ofícios do Rio de Janeiro.
Conheceu e se aproximou de José Pancetti, Armando Viana, Manuel Santiago, Bustamante Sá, Milton Dacosta, Ado Malagoli, Tadashi Kaminagai, Yoshiya Takaoka, entre outros. Esta convivência foi fundamental para a sua formação como pintor. Participou do movimento artístico denominado Núcleo Bernardelli, no Rio de Janeiro, no início década de 1930, núcleo esse que incentivou o movimento modernista na então Capital da República.
Em 1939, Pinto fez cenários para peças teatrais e alegorias de carnaval para escolas de samba do Rio de Janeiro. Em 1940 fundou o dirigiu no Jacarezinho, uma pequena escola de arte, gratuita, para crianças pobres. Em 1953-1954, viajou a Lisboa (Portugal), seguindo depois para Madrid e Sevilha (Espanha), logo alcançando Paris (França), onde fixou residência por todo o tempo do prêmio de viagem, obtido no Salão Nacional de Belas Artes.
Em 1977 viajou aos Estados Unidos e realiza importante exposição internacional com suas obras. Em 1981 montou um atelier em Ellenville, onde permaneceu por alguns anos.
Em 1985, entre o Rio de Janeiro e Ellenville, lança seu livro "Vida e Obra em depoimentos", escrito por seu grande amigo, o crítico e pintor brasileiro, Quirino Campofiorito.

## Homenagens
Em 1988, recebeu a medalha Pedro Ernesto. A Câmara Municipal do Rio de Janeiro, por projeto da vereadora Neusa Amaral, aprovou por unanimidade dos vereadores, a concessão da laurea.
Em 1989, foi agraciado com a medalha de Honra ao Mérito na Assembléia do Rio de Janeiro pelas mãos do deputado Cláudio Moacyr.
Em 1991, em Portugal na localidade de Constância recebeu a medalha de Honra ao Mérito da Cultura de Portugal com a presença do então primeiro-ministro Aníbal Cavaco Silva.
Em 1993, foi agraciado com a medalha de Honra ao Mérito da Cultura de Brasília da vice-governadora Márcia Kubitschek.

### Premiações
Obteve o prêmio de viagem ao exterior, indo estudar na França, onde realizou inúmeros trabalhos em Paris, Sévres, e noutras cidades européias. Recebeu essa importante premiação no Salão Nacional de Belas Artes de 1952. Participou da primeira Bienal de Arte de São Paulo, em 1951, e foi premiado em inúmeros salões e coletivas importantes a partir dos anos 1950.

### Exposições
Expôs individualmente no Brasil e no exterior. Em 1985, integrou a mostra "100 Obras Itaú", no Museu de Arte de São Paulo. Em 1993, o Museu Nacional de Belas Artes do Rio de Janeiro inaugurou uma retrospectiva de sua obra.

### Sua Obra
As obras de Sílvio (ou S.PINTO, como assinava), em sua grande maioria, procuraram retratar a alma fluminense, suas marinhas, suas festas populares e o "modo de ser" do povo carioca.
Nos últimos anos de sua vida, Sílvio Pinto morou no bairro carioca do Leme. Ricardo Barradas, Ubirajara Pinto (filho do artista), e muitos outros marchands e artistas reuniam-se no fim de tarde, em torno do artista e, na prática boêmia, comum entre os intelectuais, relembravam fatos e casos pitorescos das artes plásticas do Rio de Janeiro.